# Lista de presidentes do Senado Federal do Brasil

Bandeira do Senado do Brasil.

Esta é uma lista de presidentes do Senado Federal do Brasil, o representante dos estados no Congresso Nacional brasileiro. Foi criado junto a constituição imperial brasileira de 1824, a primeira constituição brasileira, nos primeiros anos do Império do Brasil, sendo esta outorgada. O Senado brasileiro foi inspirado na Câmara dos Lordes do Reino Unido da Grã-Bretanha e Irlanda do Norte, mas, em 1889, com a Proclamação da República do Brasil e consequente fim do Império brasileiro, foi adotado um modelo semelhante ao do Senado dos Estados Unidos.
Atualmente, o Senado Federal possui 81 senadores, eleitos para mandatos de oito anos, sendo que são renovados em uma eleição um terço e na eleição subsequente dois terços das cadeiras. As eleições para senador são feitas junto com as eleições para presidente da república, governador de estado, deputados federal e estadual, dois anos após as eleições municipais. Todas as 27 unidades da Federação (26 estados e o Distrito Federal) possuem a mesma representatividade, com três senadores cada. Os senadores representam os estados e não a população, daí portanto a não proporcionalidade em relação ao número de habitantes de cada estado.
O atual presidente do Senado Federal do Brasil é o senador Davi Alcolumbre, filiado ao União Brasil (UNIÃO) do Amapá.
O Senado conta com 3 516 funcionários terceirizados, pertencentes a 34 empresas cujos contratos custam anualmente 155 milhões de reais, e aproximadamente 2 500 servidores de carreira.
O presidente do Senado também exerce, nas ocasiões de seções conjuntas das duas casas do legislativo nacional, o cargo de presidente do Congresso Nacional do Brasil.

## Império do Brasil (1826–1889)
| N.°                           | Nome do senador                                           | Imagem | Início do mandato    | Fim do mandato         | Partido             | Província      | Referências       |
| ----------------------------- | --------------------------------------------------------- | ------ | -------------------- | ---------------------- | ------------------- | -------------- | ----------------- |
| Primeiro Reinado (1822–1831)  |                                                           |        |                      |                        |                     |                |                   |
| 1                             | José Egídio Álvares de Almeida Marquês de Santo Amaro     |        | maio de 1826         | abril de 1827          | Nenhum              | Bahia          |                   |
| 2                             | D. José Caetano da Silva Coutinho Bispo Capelão-Mór       |        | 1827                 | 1832                   | Nenhum              | São Paulo      |                   |
| Período regencial (1831–1840) |                                                           |        |                      |                        |                     |                |                   |
| 3                             | Bento Barroso Pereira                                     |        | 1832                 | 1836                   | Nenhum              | Minas Gerais   |                   |
| 4                             | Antônio Luís Pereira da Cunha Marquês de Inhambupe        |        | 1837                 | 1837                   | Nenhum              | Pernambuco     |                   |
| 5                             | Manuel Jacinto Nogueira da Gama Marquês de Baependi       |        | 1838                 | 1838                   | Nenhum              | Minas Gerais   |                   |
| 6                             | Diogo Antônio Feijó                                       |        | 4 de maio de 1839    | 9 de abril de 1840     | Partido Liberal     | Rio de Janeiro | [ 7 ] [ 8 ] [ 9 ] |
| Segundo Reinado (1840–1889)   |                                                           |        |                      |                        |                     |                |                   |
| 7                             | Francisco Vilela Barbosa Marquês de Paranaguá             |        | 4 de maio de 1840    | 3 de maio de 1841      | Nenhum              | Rio de Janeiro |                   |
| 8                             | Estêvão Ribeiro de Resende Marquês de Valença             |        | 1841                 | 1841                   | Nenhum              | Minas Gerais   |                   |
| 9                             | José da Costa Carvalho Marquês de Monte Alegre            |        | 1842                 | 1843                   | Partido Conservador | Bahia          |                   |
| 10                            | João Vieira de Carvalho Marquês de Lajes                  |        | 1844                 | 1847                   | Partido Conservador | Ceará          |                   |
| 11                            | Luís José de Oliveira Mendes 1º Barão de Monte Santo      |        | 1847                 | 1850                   | Nenhum              | Piauí          |                   |
| 12                            | Cândido José de Araújo Viana Marquês de Sapucaí           |        | 4 de janeiro de 1851 | 7 de maio de 1854      | Nenhum              | Minas Gerais   |                   |
| 13                            | Manuel Inácio Cavalcanti de Lacerda Barão de Pirapama     |        | 8 de maio de 1854    | 3 de maio de 1861      | Partido Conservador | Pernambuco     | [ 10 ]            |
| 14                            | Antônio Paulino Limpo de Abreu Visconde de Abaeté         |        | 3 de maio de 1861    | 15 de setembro de 1873 | Partido Conservador | Minas Gerais   |                   |
| 15                            | José Ildefonso de Sousa Ramos Visconde de Jaguari         |        | 1874                 | 1881                   | Partido Conservador | Minas Gerais   |                   |
| 16                            | João Maurício Wanderley Barão de Cotejipe                 |        | 1882                 | 1885                   | Partido Conservador | Bahia          |                   |
| 17                            | Brás Carneiro Nogueira da Costa e Gama Conde de Baependi  |        | 21 de maio de 1885   | 3 de maio de 1887      | Partido Liberal     | Rio de Janeiro | [ 11 ] [ 12 ]     |
| 18                            | João Lins Vieira Cansanção de Sinimbu Visconde de Sinimbu |        | 19 de maio de 1887   | 2 de junho de 1888     | Partido Liberal     | Alagoas        | [ 13 ]            |
| 19                            | Antônio Cândido da Cruz Machado Visconde de Serro Frio    |        | 2 de junho de 1888   | 20 de novembro de 1888 | Partido Conservador | Minas Gerais   | [ 14 ] [ 15 ]     |
| 20                            | Paulino José Soares de Sousa                              |        | 3 de maio de 1889    | 15 de novembro de 1889 | Partido Conservador | Rio de Janeiro | [ 16 ] [ 17 ]     |

## República (1889–presente)
| Nº                                         | Nome do Senador                           | Imagem                                    | Início do mandato                         | Fim do mandato                            | Estado Representante                      | Partido                                   | Partido                                          | Eleições                                         | Eleições                                  |
| Primeira República Brasileira (1889–1930)  | Primeira República Brasileira (1889–1930) | Primeira República Brasileira (1889–1930) | Primeira República Brasileira (1889–1930) | Primeira República Brasileira (1889–1930) | Primeira República Brasileira (1889–1930) | Primeira República Brasileira (1889–1930) | Primeira República Brasileira (1889–1930)        | Primeira República Brasileira (1889–1930)        | Primeira República Brasileira (1889–1930) |
| ------------------------------------------ | ----------------------------------------- | ----------------------------------------- | ----------------------------------------- | ----------------------------------------- | ----------------------------------------- | ----------------------------------------- | ------------------------------------------------ | ------------------------------------------------ | ----------------------------------------- |
| 21                                         | Floriano Peixoto                          |                                           | 26 de fevereiro de 1891                   | 23 de novembro de 1891                    | Alagoas                                   |                                           | Nenhum (militar)                                 |                                                  |                                           |
| 22                                         | Prudente de Moraes                        |                                           | 23 de novembro de 1891                    | 15 de novembro de 1894                    | São Paulo                                 |                                           | Partido Republicano Federal PR Federal           |                                                  |                                           |
| 23                                         | Manuel Vitorino                           |                                           | 1895                                      | 15 de novembro de 1898                    | Bahia                                     |                                           | Partido Republicano Federal PR Federal           |                                                  |                                           |
| 24                                         | Francisco de Assis Rosa e Silva           |                                           | 15 de novembro de 1898                    | 15 de novembro de 1902                    | Pernambuco                                |                                           | Partido Republicano Federal PR Federal           |                                                  |                                           |
| 25                                         | Afonso Pena                               |                                           | 15 de novembro de 1902                    | 15 de novembro de 1906                    | Minas Gerais                              |                                           | Partido Republicano Mineiro PRM                  |                                                  |                                           |
| 26                                         | Nilo Peçanha                              |                                           | 15 de novembro de 1906                    | 14 de junho de 1909                       | Rio de Janeiro                            |                                           | Partido Republicano Fluminense PRF               |                                                  |                                           |
| 27                                         | Venceslau Brás                            |                                           | 15 de novembro de 1910                    | 15 de novembro de 1914                    | Minas Gerais                              |                                           | Partido Republicano Mineiro PRM                  |                                                  |                                           |
| 28                                         | Urbano Santos da Costa Araújo             |                                           | 15 de novembro de 1914                    | 15 de novembro de 1918                    | Maranhão                                  |                                           | Partido Republicano Mineiro PRM                  |                                                  |                                           |
| 29                                         | Delfim Moreira                            |                                           | 15 de novembro de 1918                    | 1 de julho de 1920                        | Minas Gerais                              |                                           | Partido Republicano Mineiro PRM                  |                                                  |                                           |
| 30                                         | Bueno de Paiva                            |                                           | 10 de novembro de 1920                    | 15 de novembro de 1922                    | Minas Gerais                              |                                           | Partido Republicano Mineiro PRM                  |                                                  |                                           |
| 31                                         | Estácio Coimbra                           |                                           | 15 de novembro de 1922                    | 15 de novembro de 1926                    | Pernambuco                                |                                           | Partido Republicano de Barreiros PRB             |                                                  |                                           |
| 32                                         | Fernando de Melo Viana                    |                                           | 15 de novembro de 1926                    | 24 de outubro de 1930                     | Minas Gerais                              |                                           | Partido Republicano Mineiro PRM                  |                                                  |                                           |
| Segunda República Brasileira (1930–1937)   |                                           |                                           |                                           |                                           |                                           |                                           |                                                  |                                                  |                                           |
| 33                                         | Antônio Garcia de Medeiros Neto           |                                           | 29 de abril de 1935                       | 2 de março de 1936                        | Bahia                                     |                                           | Aliança Liberal AL                               |                                                  | 1935                                      |
| 34                                         | Valdomiro de Barros Magalhães             |                                           | 2 de março de 1936                        | 30 de abril de 1936                       | Minas Gerais                              |                                           | Aliança Liberal AL                               |                                                  | 1935                                      |
| Quarta República Brasileira (1945–1964)    |                                           |                                           |                                           |                                           |                                           |                                           |                                                  |                                                  |                                           |
| 35                                         | Nereu Ramos                               |                                           | 19 de setembro de 1946                    | 31 de janeiro de 1951                     | Santa Catarina                            |                                           | Partido Social Democrático PSD                   |                                                  | 1945                                      |
| 36                                         | Marcondes Filho                           |                                           | 31 de janeiro de 1951                     | 24 de agosto de 1954                      | São Paulo                                 |                                           | Partido Trabalhista Brasileiro PTB               |                                                  | 1950                                      |
| 37                                         | Apolônio Jorge de Faria Sales             |                                           | 31 de janeiro de 1956                     | 31 de janeiro de 1958                     | Pernambuco                                |                                           | Partido Social Democrático PSD                   |                                                  | 1954                                      |
| 38                                         | João Goulart                              |                                           | 31 de janeiro de 1958                     | 31 de janeiro de 1959                     | Rio Grande do Sul                         |                                           | Partido Trabalhista Brasileiro PTB               |                                                  | 1954                                      |
| 38                                         | João Goulart                              | 31 de janeiro de 1959                     | 25 de agosto de 1961                      |                                           | Rio Grande do Sul                         | 1958                                      | Partido Trabalhista Brasileiro PTB               |                                                  |                                           |
| 39                                         | Auro de Moura Andrade                     |                                           | 25 de agosto de 1961                      | 1 de abril de 1964                        | São Paulo                                 | 1958                                      |                                                  | Partido Social Democrático PSD                   |                                           |
| 39                                         | Auro de Moura Andrade                     | 1962                                      | 25 de agosto de 1961                      | 1 de abril de 1964                        | São Paulo                                 |                                           |                                                  | Partido Social Democrático PSD                   |                                           |
| Ditadura Militar (1964–1985)               |                                           |                                           |                                           |                                           |                                           |                                           |                                                  |                                                  |                                           |
| (39)                                       | Auro de Moura Andrade                     |                                           | 1 de abril de 1964                        | 27 de outubro de 1965                     | São Paulo                                 |                                           | Partido Social Democrático PSD                   |                                                  |                                           |
| (39)                                       | Auro de Moura Andrade                     | 27 de outubro de 1965                     | 1968                                      |                                           | São Paulo                                 | Aliança Renovadora Nacional ARENA         |                                                  |                                                  |                                           |
| (39)                                       | Auro de Moura Andrade                     | 27 de outubro de 1965                     | 1968                                      | 1966                                      | São Paulo                                 | Aliança Renovadora Nacional ARENA         |                                                  |                                                  |                                           |
| 40                                         | Gilberto Marinho                          |                                           | 1968                                      | 1970                                      | Guanabara                                 |                                           | Aliança Renovadora Nacional ARENA                |                                                  |                                           |
| 41                                         | João Cleofas                              |                                           | 1970                                      | 1971                                      | Pernambuco                                |                                           | Aliança Renovadora Nacional ARENA                |                                                  |                                           |
| 42                                         | Petrônio Portella                         |                                           | 1971                                      | 1973                                      | Piauí                                     |                                           | Aliança Renovadora Nacional ARENA                |                                                  | 1970                                      |
| 43                                         | Filinto Müller                            |                                           | 1973                                      | 15 de março de 1973                       | Mato Grosso                               |                                           | Aliança Renovadora Nacional ARENA                |                                                  | 1970                                      |
| 44                                         | Paulo Francisco Torres                    |                                           | 15 de março de 1973                       | 15 de março de 1975                       | Rio de Janeiro                            |                                           | Aliança Renovadora Nacional ARENA                |                                                  | 1970                                      |
| 45                                         | Magalhães Pinto                           |                                           | 15 de março de 1975                       | 15 de março de 1977                       | Minas Gerais                              |                                           | Aliança Renovadora Nacional ARENA                |                                                  | 1974                                      |
| 46                                         | Petrônio Portella                         |                                           | 15 de março de 1977                       | 15 de março de 1979                       | Piauí                                     |                                           | Aliança Renovadora Nacional ARENA                |                                                  | 1974                                      |
| 47                                         | Luís Viana Filho                          |                                           | 15 de março de 1979                       | 30 de janeiro de 1980                     | Bahia                                     |                                           | Aliança Renovadora Nacional ARENA                |                                                  | 1978                                      |
| (47)                                       | Luís Viana Filho                          | 30 de janeiro de 1980                     | 15 de março de 1981                       |                                           | Bahia                                     | Partido Democrático Social PDS            |                                                  |                                                  | 1978                                      |
| 48                                         | Jarbas Passarinho                         |                                           | 15 de março de 1981                       | 1 de fevereiro de 1983                    | Pará                                      |                                           | Partido Democrático Social PDS                   |                                                  | 1978                                      |
| 49                                         | Nilo Coelho                               |                                           | 1 de fevereiro de 1983                    | 11 de novembro de 1983                    | Pernambuco                                |                                           | Partido Democrático Social PDS                   |                                                  | 1982                                      |
| 50                                         | Moacir Dalla                              |                                           | 11 de novembro de 1983                    | 15 de março de 1985                       | Espírito Santo                            |                                           | Partido Democrático Social PDS                   |                                                  | 1982                                      |
| Sexta República Brasileira (1985–presente) |                                           |                                           |                                           |                                           |                                           |                                           |                                                  |                                                  | 1982                                      |
| 51                                         | José Fragelli                             |                                           | 15 de março de 1985                       | 15 de março de 1987                       | Mato Grosso do Sul                        |                                           | Partido do Movimento Democrático Brasileiro PMDB |                                                  | 1982                                      |
| 52                                         | Humberto Lucena                           |                                           | 15 de março de 1987                       | 15 de março de 1989                       | Paraíba                                   |                                           | Partido do Movimento Democrático Brasileiro PMDB |                                                  | 1986                                      |
| 53                                         | Nelson Carneiro                           |                                           | 15 de março de 1989                       | 15 de março de 1991                       | Rio de Janeiro                            |                                           | Partido do Movimento Democrático Brasileiro PMDB |                                                  | 1986                                      |
| 54                                         | Mauro Benevides                           |                                           | 15 de março de 1991                       | 28 de agosto de 1993                      | Ceará                                     |                                           | Partido do Movimento Democrático Brasileiro PMDB |                                                  | 1990                                      |
| 55                                         | Humberto Lucena                           |                                           | 28 de agosto de 1993                      | 2 de fevereiro de 1995                    | Paraíba                                   |                                           | Partido do Movimento Democrático Brasileiro PMDB |                                                  | 1990                                      |
| 56                                         | José Sarney                               |                                           | 2 de fevereiro de 1995                    | 2 de fevereiro de 1997                    | Amapá                                     |                                           | Partido do Movimento Democrático Brasileiro PMDB |                                                  | 1994                                      |
| 57                                         | Antônio Carlos Magalhães                  |                                           | 2 de fevereiro de 1997                    | 2 de fevereiro de 1999                    | Bahia                                     |                                           | Partido da Frente Liberal PFL                    |                                                  | 1994                                      |
| 57                                         | Antônio Carlos Magalhães                  | 2 de fevereiro de 1999                    | 14 de fevereiro de 2001                   |                                           | Bahia                                     | 1998                                      | Partido da Frente Liberal PFL                    |                                                  |                                           |
| 58                                         | Jader Barbalho                            |                                           | 14 de fevereiro de 2001                   | 19 de setembro de 2001                    | Pará                                      | 1998                                      |                                                  | Partido do Movimento Democrático Brasileiro PMDB |                                           |
| —                                          | Edison Lobão (interino)                   |                                           | 19 de setembro de 2001                    | 20 de setembro de 2001                    | Maranhão                                  | 1998                                      |                                                  | Partido da Frente Liberal PFL                    |                                           |
| 59                                         | Ramez Tebet                               |                                           | 20 de setembro de 2001                    | 2 de fevereiro de 2003                    | Mato Grosso do Sul                        | 1998                                      |                                                  | Partido do Movimento Democrático Brasileiro PMDB |                                           |
| 60                                         | José Sarney                               |                                           | 2 de fevereiro de 2003                    | 2 de fevereiro de 2005                    | Amapá                                     |                                           | Partido do Movimento Democrático Brasileiro PMDB |                                                  | 2002                                      |
| 61                                         | Renan Calheiros                           |                                           | 2 de fevereiro de 2005                    | 2 de fevereiro de 2007                    | Alagoas                                   |                                           | Partido do Movimento Democrático Brasileiro PMDB |                                                  | 2002                                      |
| 61                                         | Renan Calheiros                           | 2 de fevereiro de 2007                    | 14 de outubro de 2007                     |                                           | Alagoas                                   | 2006                                      | Partido do Movimento Democrático Brasileiro PMDB |                                                  |                                           |
| —                                          | Tião Viana (interino)                     |                                           | 14 de outubro de 2007                     | 12 de dezembro de 2007                    | Acre                                      | 2006                                      |                                                  | Partido dos Trabalhadores PT                     |                                           |
| 62                                         | Garibaldi Alves Filho                     |                                           | 12 de dezembro de 2007                    | 2 de fevereiro de 2009                    | Rio Grande do Norte                       | 2006                                      |                                                  | Partido do Movimento Democrático Brasileiro PMDB |                                           |
| 63                                         | José Sarney                               |                                           | 2 de fevereiro de 2009                    | 2 de fevereiro de 2011                    | Amapá                                     | 2006                                      |                                                  | Partido do Movimento Democrático Brasileiro PMDB |                                           |
| 63                                         | José Sarney                               | 2 de fevereiro de 2011                    | 1 de fevereiro de 2013                    |                                           | Amapá                                     | 2010                                      |                                                  | Partido do Movimento Democrático Brasileiro PMDB |                                           |
| 64                                         | Renan Calheiros                           |                                           | 1 de fevereiro de 2013                    | 1 de fevereiro de 2015                    | Alagoas                                   | 2010                                      |                                                  | Partido do Movimento Democrático Brasileiro PMDB |                                           |
| 64                                         | Renan Calheiros                           | 1 de fevereiro de 2015                    | 1 de fevereiro de 2017                    |                                           | Alagoas                                   | 2014                                      |                                                  | Partido do Movimento Democrático Brasileiro PMDB |                                           |
| 65                                         | Eunício Oliveira                          |                                           | 1 de fevereiro de 2017                    | 1 de fevereiro de 2019                    | Ceará                                     | 2014                                      |                                                  | Partido do Movimento Democrático Brasileiro PMDB |                                           |
| 66                                         | Davi Alcolumbre                           |                                           | 1 de fevereiro de 2019                    | 1 de fevereiro de 2021                    | Amapá                                     |                                           | Democratas DEM                                   |                                                  | 2018                                      |
| 67                                         | Rodrigo Pacheco                           |                                           | 1º de fevereiro de 2021                   | 1º de fevereiro de 2023                   | Minas Gerais                              |                                           | Partido Social Democrático PSD                   |                                                  | 2018                                      |
| 67                                         | Rodrigo Pacheco                           | 1º de fevereiro de 2023                   | 1° de fevereiro de 2025                   |                                           | Minas Gerais                              |                                           | Partido Social Democrático PSD                   |                                                  | 2018                                      |
| 68                                         | Davi Alcolumbre                           |                                           | 1º de fevereiro de 2025                   | em exercício                              | Amapá                                     |                                           | União Brasil UNIÃO                               | 2022                                             |                                           |